# Ambrose P. Hill
Ambrose Powell Hill (ur. 9 listopada 1825, zm. 2 kwietnia 1865) − zawodowy oficer US Army w wojnach z Meksykanami i Seminolami oraz generał Armii Konfederackiej w wojnie secesyjnej.

## Życiorys
Zdobył sławę jako dowódca „Dywizji Lekkiej” w czasie toczenia bitew siedmiodniowych i stał się jednym z najzdolniejszych podwładnych Stonewalla Jacksona, wyróżniając się w roku 1862 w bitwach pod Cedar Mountain, nad Bull Run, nad Antietam i pod Fredericksburgiem.
W maju 1863 roku, po śmierci Jacksona w bitwie pod Chancellorsville, Hill został awansowany na stopień Lieutenant General i mianowany dowódcą III Korpusu Armii Północnej Wirginii Roberta Lee, który prowadził do bitwy pod Gettysburgiem i w jesiennych kampaniach tego roku.
Jego dowodzenie korpusem w latach 1864–1865 przerywały liczne choroby, z których wyleczył się tuż przed końcem wojny, by zginąć od przypadkowego strzału 2 kwietnia 1865 roku podczas oblężenia Petersburga.